# Ploesoma africanum
Ploesoma africanum är en hjuldjursart som beskrevs av Wulfert 1965. Ploesoma africanum ingår i släktet Ploesoma och familjen Synchaetidae. Inga underarter finns listade i Catalogue of Life.